# Harry Manfredini

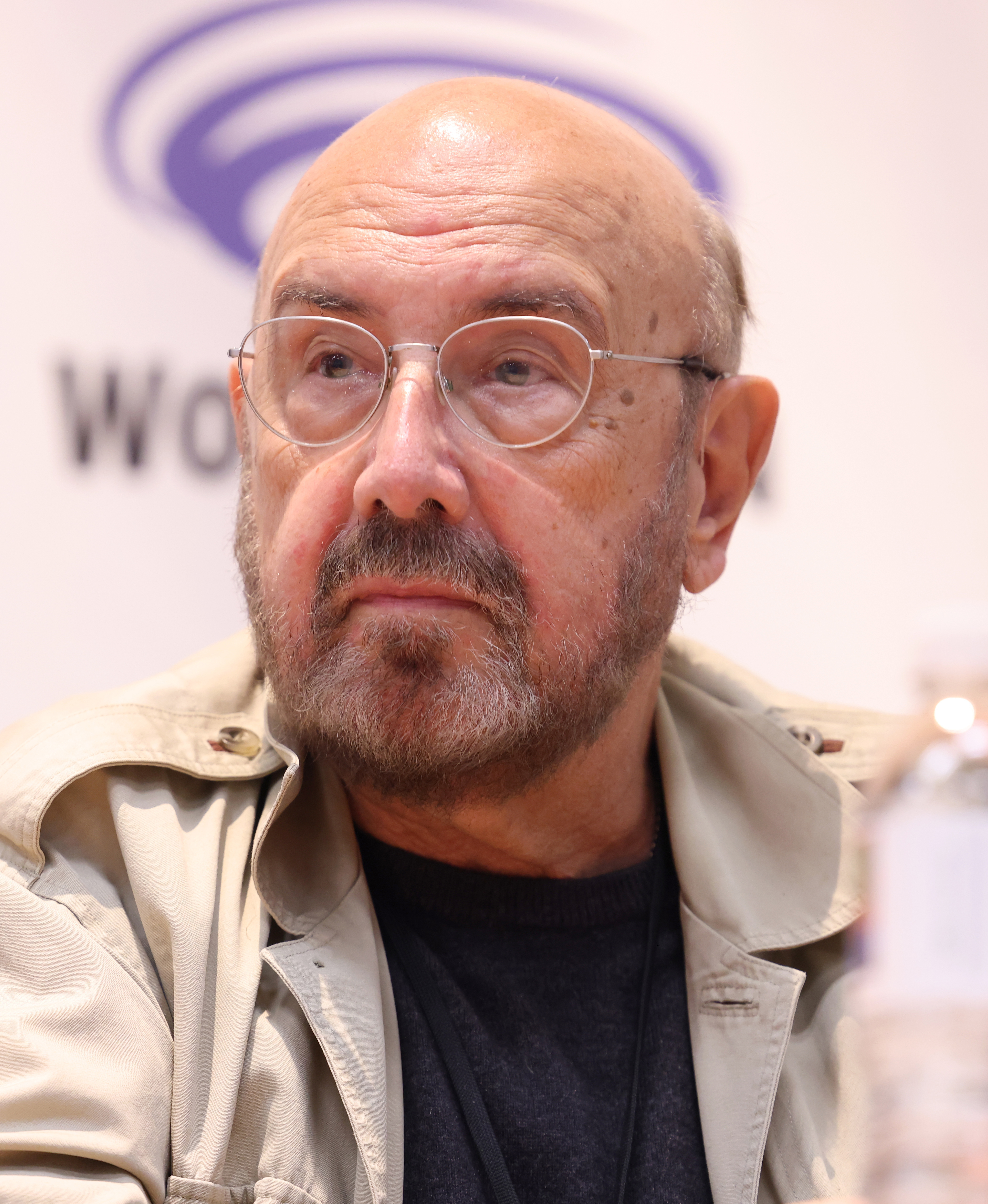
Harry Manfredini (2025)

Harry Joseph Manfredini (* 25. August 1943 in Chicago, Illinois) ist ein US-amerikanischer Filmkomponist.

## Leben und Wirken
Vor seiner Karriere im Filmgeschäft studierte Manfredini an der DePaul University in seiner Heimatstadt Chicago und machte dort seinen Bachelor-Abschluss in Musik. Daran anschließend besuchte er die Western Illinois University und schloss dort mit dem Master of Arts ab.
Sein Debüt als Filmkomponist gab er 1975 für den mit einem Oscar ausgezeichneten Kurzfilm Angel and Big Joe. Im selben Jahr steuerte er die Musik zu dem ebenfalls mit einem Oscar ausgezeichneten Dokumentar-Kurzfilm The End of the Game von Robin Lehman bei. Zunehmend spezialisierte er sich als Komponist für Horrorfilme.
Der Film Manny’s Orphans aus dem Jahr 1978 bedeutete die erste Zusammenarbeit mit dem Regisseur und Produzenten Sean S. Cunningham. Zwei Jahre später entstand der Horrorfilm Freitag der 13., bei dem die beiden erneut zusammenarbeiteten. Harry Manfredini war bis 1988 für den Soundtrack fast aller Teile der Freitag-der-13.-Filmreihe verantwortlich und bis heute arbeiteten die beiden an allen Projekten von Cunningham zusammen.
Der 1982 gedrehte Film Das Ding aus dem Sumpf war die erste Kooperation mit Wes Craven. Im Jahr zuvor hatte Manfredini zum ersten Mal mit dem Regisseur Steve Miner zusammengearbeitet. Auch mit diesen beiden arbeitete Harry Manfredini mehrere Male zusammen. Manfredini moderierte vom 9. bis 16. August 2012 das 8. HollyShorts Film Festival im Grauman’s Chinese Theater in Hollywood.
Seit dem Jahr 2002 ist er zunehmend auch für das Fernsehen tätig.

## Filmografie (Auswahl)
- 1975: Angel and Big Joe
- 1975: The End of the Game
- 1976: Inferno der Lüste (Through the Looking Glass)
- 1977: Mein Freund Danny (Danny)
- 1978: Die Tiger sind los (Here Come the Tigers)
- 1979: Blumen der Nacht (Night-Flowers)
- 1979: Nur die Pflanze war Zeuge (The Kirlian Witness)
- 1980: Freitag der 13. (Friday the 13th)
- 1981: Freitag der 13. Teil II – Jason kehrt zurück (Friday the 13th Part 2)
- 1982: Das Ding aus dem Sumpf (Swamp Thing)
- 1982: Und wieder ist Freitag der 13. (Friday the 13th Part 3: 3D)
- 1983: Im Sauseschritt ins Dünenbett (Spring Break)
- 1984: Der Flug des Raben (Hrafninn flýgur)
- 1984: Freitag der 13. Teil IV – Das letzte Kapitel (Friday the 13th: The Final Chapter)
- 1984: Insel des Terrors (Zombie Island Massacre)
- 1985: Freitag der 13. – Ein neuer Anfang (Friday the 13th: A New Beginning)
- 1985: Im Todestal der Wölfe (The Hills Have Eyes Part II)
- 1986: Die Todesparty (Slaughter High)
- 1986: House – Das Horrorhaus (House)
- 1986: Freitag der 13. Teil VI – Jason lebt (Friday the 13th Part VI: Jason Lives)
- 1987: House II – Das Unerwartete (House II: The Second Story)
- 1988: Cameron (Cameron’s Closet)
- 1988: Der Schatten des Raben (Í skugga hrafnsins)
- 1988: Freitag der 13. – Jason im Blutrausch (Friday the 13th Part VII: The New Blood)
- 1989: Deep Star Six
- 1989–1990: Krieg der Welten (War of the worlds: The second Invasion) (Fernsehserie, 10 Episoden)
- 1990: Spur in den Tod III (Angel of Death)
- 1992: Die Asse der stählernen Adler (Aces: Iron Eagle III)
- 1992: Karate Tiger 6 – Entscheidung in Rio (Kickboxer 3: The Art of War)
- 1993: Jason Goes to Hell – Die Endabrechnung (Jason Goes to Hell: The Final Friday)
- 1993: Mein Freund, der Zombie (My Boyfriend’s Back)
- 1994: Opfer seiner Wut (Cries Unheard: The Donna Yaklich Story)
- 1996: Adventure Land (Storybook)
- 1997: Confidential (A Gun, a Car, a Blonde)
- 1997: Ein Grab zuviel (Catherine’s Grove)
- 1997: Wes Craven’s Wishmaster
- 1999: Das Todeskomplott (Hidden Agenda)
- 1999: Liebe und andere Missverständnisse (Follow Your Heart)
- 2001: Jason X
- 2002: Terminal Invasion
- 2006: All In – Pokerface (All In)
- 2013: Jackson’s Run
- 2017: A Chance in the World
- 2022: Headless Horseman – Pakt mit dem Teufel (Headless Horseman)
- 2022: Friday the 13th: Origin of Evil – Part 1 (Kurzfilm)[3]
- 2022: Friday the 13th: Origin of Evil – Part 2 (Kurzfilm)[4]
- 2023: Friday the 13th: Origin of Evil – Part 3 (Kurzfilm)[5]
- 2023: The Exorcists – Die Hölle öffnet ihre Pforten (The Exorcists)
- 2024: Monster Mash